# Gorka González
Gorka González Larrañaga es un ciclista español nacido en Zarauz el 28 de septiembre de 1977.

## Biografía
Como amateur completó cuatro temporadas en el Iberdrola, consiguiendo un segundo puesto en la Vuelta a Palencia 1999, pasando posteriormente al Olarra-Ercoreca.
Debutó como profesional en 2001 con el equipo Euskaltel-Euskadi, equipo en el que militó principalmente como gregario hasta su retirada en 2006. Su única victoria como profesional fue una etapa en la Vuelta a Burgos 2003.
Su debut en el Francia y en las Grandes Vueltas llegó en el Tour del 2003 siendo eliminado en la duodécima etapa por llegar fuera de control junto con su compañero de equipo Samuel Sánchez y el francés François Simon tras llegar a más de 50 minutos del ganador Lance Armstrong.
En 2004 fue llamado por el equipo a última hora para sustituir en la expedición del Euskaltel-Euskadi para el Tour de Francia a Mikel Artetxe, que se había lesionado. Sin embargo, no pudo participar en la ronda gala al ser declarado "no apto" debido a su tasa de hematocrito, superior a la permitida por la organización. No obstante, ello no significa que fuera positivo, y pudo deberse a que el ciclista estaba entrenando a gran altura cuando fue llamado para participar en el Tour, lo cual hace que el hematocrito aumente de manera natural.

## Palmarés
2003
- 1 etapa de la Vuelta a Burgos

## Resultados en Grandes Vueltas y Campeonato del Mundo
Durante su carrera deportiva ha conseguido los siguientes puestos en las Grandes Vueltas y en los Campeonatos del Mundo en carretera:
| Carrera         | 2000 | 2001 | 2002 | 2003 | 2004 | 2005 | 2006 |
| --------------- | ---- | ---- | ---- | ---- | ---- | ---- | ---- |
| Giro de Italia  | -    | -    | -    | -    | -    | -    | -    |
| Tour de Francia | -    | -    | F.c. | -    | -    | -    | -    |
| Vuelta a España | -    | -    | -    | 38.º | -    | 43.º | -    |
| Mundial en Ruta | -    | -    | -    | -    | -    | -    | -    |

-: no participa

F.c.: descalificado por "fuera de control"

## Equipos
- Euskaltel-Euskadi (2001-2006)